# Бой у села Алексеево-Леоново
Бой у села́ Алексе́ево-Лео́ново — одно из сражений во время Гражданской войны в России, произошедшее 18 [31] декабря 1919 года в районе села Алексеево-Леоново (нынешняя территория города Торез Донецкой области) между частями отступающей Марковской дивизии Добровольческой армии и силами Южного фронта РККА: 6-й кавалерийской дивизии 1-й Конной армии, а также 12-й стрелковой дивизии, части 9-й стрелковой и 4-й кавалерийской дивизии РККА.
В результате боя Марковская дивизия была окружена на территории села и почти полностью уничтожена.

## Ход событий

### Отступление Марковской дивизии к Алексеево-Леоново
После неудачи сил Белого движения на Юге России в Походе на Москву осенью-зимой 1919 года войска цветных частей Добровольческой армии стремительно отступали от Харькова в сторону Ростова-на-Дону.
8 (21) декабря 1919 года марковские части остановили своё отступление в районе Славянска, и на протяжении 18 (21)—11 (24) декабря обороняли подступы к городу от войск красных. Это делалось с целью спасти от окружения отступающих рядом корниловцев, которые находились примерно в 40 км от города. После того, как корниловцы втянулись в Славянск, марковская дивизия была выведена в резерв. 12 (25) декабря она разместилась в Бахмуте.
15 (28) декабря дивизия была выведена из резерва и получила приказ занять фронт в районе Дебальцево, чтобы перекрыть большевистским войскам дорогу на Ростов-на-Дону. 16 (29) декабря марковцы были потеснены наступающим противником и заняли фронт на 12-15 км южнее Дебальцево. В этот день вечером дивизию по болезни вынужден был оставить её начальник генерал-майор Тимановский (он заболел сыпным тифом и в тяжелом состоянии был эвакуирован в госпиталь Ростова-на-Дону). Командование дивизией принял полковник Битенбиндер.
На Марковскую дивизию наступали части 12-й стрелковой дивизии Южного фронта, с запада — 9-я стрелковая и часть 4-й кавалерийской дивизии Красной армии. Одновременно с этим между марковскими и корниловскими частями вклинилась 6-я кавалерийская дивизия 1-й Конной армии. Уходя от окружения, марковские части начали отступать и менять дислокацию. Полковник Битенбиндер принял решение отступать через село Алексеево-Леоново.

### Первая фаза боя
Участник сражения Василий Павлов в своих воспоминаниях написал о селе следующее:

Алексеево-Леоново — большое село, растянувшееся с севера на юг по обе стороны лощины. Западная сторона его, на которую велась атака — низменная, восточная — возвышенная. Обе эти стороны в южной части села соединялись единственным мостом.

В 5 утра 18 (31) декабря 1919 года 1-й Офицерский генерала Маркова полк, идущий в авангарде, вошел в село. Далее за ним в центре колонны двигался 2-й полк, 3-й полк шёл в арьергарде. При этом 3-й батальон 3-го полка остался на станции Чистяково, имея задачу прикрытие полков дивизии и отступить за своими частями только тогда, когда они займут село. Марковские силы задержались с атакой и начали штурм села уже в светлое время суток. Применив артиллерию, они смогли занять его северо-восточную окраину, однако далее наступление марковцев было остановлено частями Красной Армии. 
"Мы быстро, чуть стало светать, заняли нашу позицию возле мельницы. Сначала наша артиллерия сильно била, и мы видели, как конница Буденного была выбита из села, и наша дивизия с многочисленным обозом втягивалась в него".
Пулемёты марковского батальона, а также артиллерийские двуколки и упряжки задержались на возвышенном восточном обледенелом подъёме. После доставки пулемёты также сразу не смогли поддержать атаку, так как вода в пулемётах замёрзла и разогревалась расчётами в кожухах. Командир полка полковник Слоновский приказал продолжить атаку и выбить красноармейские силы с рудников. Марковцы понесли существенные потери в этой атаке.

### Вторая фаза боя
В то время, когда марковские части безуспешно штурмовали рудники, из-за них неожиданно ударила конница Буденного, которая смяла 1-й и 2-й батальоны 1-го полка. Конная сотня штаба дивизии марковцев попыталась контратаковать, но ввиду малочисленности и контратаки во фланг вышла из боя и откатилась на юг. Одновременно с этим на мосту скопилась большая часть войск и конных упряжек марковцев, преимущественно 2-го полка, началась сутолока. Павлов пишет::352

…Командир батареи видит атакующих красных, ставит одно орудие на позицию и… выстрел. Произошло что-то невероятное: лошади рванулись в стороны, все смешалось.

2-й полк в селе полностью потерял строй и управление. Другое орудие поломало мост, сделав невозможным дальнейшее передвижение упряжек на восточную сторону. 3-й полк остался по ту сторону моста, и тоже был атакован с тыла красной пехотой и артиллерией. Также позиции 3-го полка обстреливал красный бронепоезд со стороны железнодорожной станции Чистяково. 3-й полк не имел артиллерийского прикрытия и при этом оказался отрезан от сражающегося на восточной стороне села 2-го полка. Некоторое время обеспечив прикрытие окруженных в селе марковцев с запада, полк начал отступать по лощине на юг, чтобы обеспечить фланговое прикрытие вырывающихся из села марковцев.

### Третья фаза боя
Остатки 2-го полка через дворы отступали в сторону лощины, прокладывая путь отступления пулемётным огнём. Одна из пулеметных команд 2-го полка, пробив себе дорогу через дворы и выехав на окраину, открыла огонь. Кольцо с южной стороны разжалось, и команда, двигаясь перекатами, дошла до лощины. Под этим прикрытием вырвались несколько десятков пехотинцев и два орудия и спустились в лощину. Три орудия при этом оказались захвачены войсками большевиков. Также в лощину прорвалась 8-я рота 1-го полка под командой капитана Букина, одновременно прикрыв отход нескольких десятков человек и нескольких подвод с ранеными, которых вывезла сестра милосердия Ольга Елисеева. Следом в лощину удалось вырваться 5-й роте поручика Вакха Бетьковского. Последней по этому пути вышла команда разведчиков 1-го полка. 
Выстроившись в две шеренги они залпами остановили красную кавалерию, пытавшуюся их добить. Остальные силы 1-го и 2-го марковских полков оказались окружены и либо были перебиты, либо попали в плен.
"- Сдавайтесь, чернопогонники! - кричали вплотную подскакивавшие красные всадники. По ним стреляли. Те отскакивали, и тогда стреляли их пулеметы".
За пределами села войска Первой конной не преследовали разбитую Марковскую дивизию. Остатки дивизии из 3-го батальона и вырвавшихся из окружения отдельных рот вышли на юг и встретились там с отступающей колонной 2-й пехотной дивизии ВСЮР, после чего были приняты в её состав. Согласно воспоминаниям поручика Незнамова, это выглядело так:

По тракту шла дивизия, мало обозов, пулеметы на одинаковых повозках, порядок в пехоте. Наше начальство бросилось просить помощи. Мы, несмотря на смертельную усталость, уже приготовились броситься на буденовцев, спасать обозы, артиллерию, раненых… Но командир идущего полка заявил, что за ним идет огромная колонна красных и все, что он может сделать, это дать патроны и принять нас к себе. На душе было очень тяжело. Все пропало — оружие, раненые, сестры…"

### Причины поражения
Среди выживших средних начальников обсуждалось - виновен ли командир 1-го полка, полковник Слоновский? Зачем он послал в атаку батальон капитана Папкова, не приготовив все для ее обеспечения? Виноват ли командир 2-го полка, полковник Данилов, который ничего не предпринял в бою, оставил свой полк в полном бездействии и сам пропал без вести? Командир 3-го полка, капитан Савельев? На нем лежала пассивная задача арьергарда дивизии. Никаких распоряжений во время боя он не получал. 
Слепое выполнение ошибочной директивы повлекло за собой трагический результат.
Полковник Битенбиндер объясняет неудачу тем, что полковник Слоновский начал наступление на село Алексеево-Леоново с более чем часовым опозданием. Это так. Но... как говорится «ладно вышло на бумаге, да забыли про овраги. А по ним ходить...»
Марковцы крайне мучительно переживали свой разгром. Обвиняли всех, обвиняли и себя: растерялись, потеряли руководство своими частями и... не решились, видя положение, на самостоятельные действия. Вышли организованно только дерзнувшие...

## Результаты
По мнению историка Руслана Гагкуева в бою в селе Алексеево-Леонова марковцы понесли громадные потери: до 900 человек (из них около 500 убитых и около 400 попавших в плен - 67 офицеров и около 300 солдат):433. Сами марковцы определяли свои потери в 550 человек в пехотных частях и около 350 артиллеристов и обозных. Фактически в результате этого боя Марковская дивизия потеряла значительную часть личного состава, боеспособность, превратившись в сводный Марковский полк.
В день боя марковцев у Алексеево-Леоново, 18 (31) декабря в Ростове-на-Дону скончался от сыпного тифа начальник Марковской дивизии, генерал-лейтенант Тимановский.
Для частей Красной Армии бой у Алексеево-Леоново привел к уничтожению крупной войсковой группировки белых, что облегчило Красной Армии дальнейшее наступление к Ростову-на-Дону и быстрое его взятие в начале 1920 года.

### Мемуары
- Павлов В. Е. 18 декабря. Агония. Отступление остатков дивизии (главы из книги «Марковцы в боях и походах за Россию») // Марков и марковцы / Под ред. В. Ж. Цветкова, сост. Р. К. Гагкуев, Н. Л. Калиткина, В. Ж. Цветков. — книга. — Москва: Посев, 2001. — С. 351—359. — 552 с. — (Белые воины). — 2000 экз. — ISBN 5-85824-146-8. Архивировано 19 декабря 2013 года.